# Bobby Moore

Eine Statue Bobby Moores vor dem Wembley-Stadion.

Robert Frederick Chelsea „Bobby“ Moore (* 12. April 1941 in Barking, London; † 24. Februar 1993 in London) war ein englischer Fußballspieler und -trainer.
Er war mehr als zehn Jahre Mannschaftskapitän bei seinem Heimatverein West Ham United und führte die englische Nationalmannschaft im Jahre 1966 als Kapitän zum Gewinn der Fußball-Weltmeisterschaft. Er gilt aufgrund seiner Integrität als Sportsmann als einer der angesehensten englischen Nationalmannschaftskapitäne und sportlich als einer der weltweit besten Abwehrspieler seiner Zeit.

## Sportliche Laufbahn

### Frühzeit seiner Karriere
Bereits als Schüler schloss sich Moore 1956 West Ham United an und absolvierte, nachdem er zuvor in den Jugendmannschaften agiert hatte, am 8. November 1958 gegen Manchester United sein erstes Spiel für die erste Mannschaft des Vereins. Er übernahm dabei das Trikot mit der Nummer 6 von seinem frühen Förderer Malcolm Allison, der an Tuberkulose erkrankt war.
Da Allison nie wieder für West Ham – oder eine andere Erstligamannschaft – spielen konnte, wurde Moore schnell zum Stammspieler. Als spielerisch versierter zentraler Verteidiger lagen seine Stärken früh in der Antizipation gegnerischer Offensivaktionen und in einem guten Stellungsspiel. Dadurch unterschied er sich deutlich von dem vorherrschenden Typ des Innenverteidigers, der sich durch große Zweikampfhärte und Stärken im Kopfballspiel auszeichnete. Seine Qualitäten in den zuletzt genannten Bereichen waren schließlich auch bestenfalls als durchschnittlich einzustufen, aber aufgrund seiner Fähigkeiten, ein Spiel „lesen“ und eine Mannschaft führen zu können – sowie seinem Timing bei Tacklings – wurde er zu einem Abwehrspieler auf Weltklasseniveau. Pelé beschrieb Moore als den wohl fairsten Verteidiger, gegen den er in seiner Karriere gespielt hatte.

### Aufstieg zum englischen Spitzenspieler und Sieg im Europapokal
Im Alter von nur 19 Jahren wurde Moore erstmals in den Kader der englischen U-23-Nationalmannschaft berufen. Aufgrund seines Durchbruchs und sportlichen Aufstiegs bei West Ham wurde er sogar kurze Zeit später noch von Walter Winterbottom und dem Nominierungskomitee der FA während der WM-Vorbereitungszeit und kurz vor Turnierbeginn in den Kader für die Weltmeisterschaftsendrunde des Jahres 1962 im Sommer in Chile berufen. Moore flog somit nach Südamerika, ohne zuvor ein Länderspiel für die A-Nationalmannschaft bestritten zu haben. Dies änderte sich am 20. Mai 1962 bei einem 4:0-Testspielsieg gegen Peru in Lima. Gemeinsam mit Maurice Norman, der ebenfalls seinen Einstand gab, beeindruckte er derart, dass diese Formation auch für das Turnier selbst – bis einschließlich zu der Viertelfinalniederlage gegen den späteren Weltmeister Brasilien in Viña del Mar – beibehalten wurde.
Am 29. Mai 1963 führte Moore bei seinem zwölften Länderspiel erstmals die Nationalmannschaft als Kapitän auf das Feld, nachdem Johnny Haynes zurückgetreten und sein Vertreter Jimmy Armfield wegen einer Verletzung ausgefallen war. Die Partie verlor England gegen die Tschechoslowakei mit 2:4. Armfield übernahm danach wieder kurzzeitig die Mannschaftsführerbinde, bis dann der neue Trainer Alf Ramsey während einer Reihe von Freundschaftsspielen im Sommer 1964 – England war zuvor bereits in der Vorrunde der EM 1964 an Frankreich gescheitert – das Amt dauerhaft an Moore verlieh.
Das Jahr 1964 war insgesamt sehr ereignisreich für Moore. Neben der neuen Verantwortung als Kapitän der englischen Nationalmannschaft gewann er mit West Ham United den FA Cup und besiegte im Finale des Wettbewerbs im Wembley-Stadion den Gegner Preston North End – dank eines Treffers von Ronnie Boyce in der letzten Minute – mit 3:2. Dazu konnte Moore, der an Hodenkrebs erkrankt war, vollständig genesen und wurde von den britischen Fußballjournalisten zu Englands Fußballer des Jahres gewählt. Als persönliche Kränkung empfand es Moore jedoch, dass kein offizielles Vereinsführungsmitglied der Ehrungszeremonie am Vorabend des Pokalendspiels beiwohnte, was sein Verhältnis zu West Ham United nachhaltig schädigte.
Der Pokaltriumph war der erste von Wembley-Endspielerfolgen in drei aufeinander folgenden Jahren. Im Jahre 1965 gewann er an der gleichen Stelle den Europapokal der Pokalsieger und schlug mit seiner Mannschaft – nach zwei Toren von Alan Sealey – den deutschen Vertreter TSV 1860 München mit 2:0. Seine führende Stellung in der englischen Nationalmannschaft war nach mittlerweile 30 Länderspielen unumstritten und Ramsey stellte um ihn herum eine Mannschaft zusammen, die im eigenen Land die Fußball-Weltmeisterschaft gewinnen sollte.
Das Jahr 1966 begann dabei für Moore zunächst wechselhaft. Im Länderspiel gegen Polen, das 1:1 endete, schoss Moore sein erstes Tor für England. Mit West Ham zog er ins Endspiel des Ligapokals ein, das in diesem Jahr letztmals in Hin- und Rückspiel ausgetragen wurde. Obwohl Moore in der ersten Partie einen Treffer erzielen konnte, unterlag er mit seiner Mannschaft nach beiden Partien mit insgesamt 3:5 Toren. Es folgte zwei Wochen vor Beginn der Weltmeisterschaftsendrunde das zweite – und auch letzte – Nationalmannschaftstor von Moore in einem Freundschaftsspiel gegen Norwegen.

### Das Weltmeisterschaftsjahr 1966
Das Jahr des großen Erfolgs begann mit Spekulationen in der britischen Medienlandschaft über einen bevorstehenden Wechsel von Moore zum Lokalrivalen Tottenham Hotspur. Moore hatte sich schon seit längerer Zeit mit der Vereinsführung von West Ham United – darunter auch mit dem Trainer Ron Greenwood – überworfen und so ließ Moore seinen Vertrag bei West Ham nach der Saison 1965/66 auslaufen. Erst das persönliche Einschreiten von Alf Ramsey und die Aussicht, dass Moore für die Weltmeisterschaft nicht spielberechtigt hätte sein können, überzeugte Moore zu einem Gespräch mit Greenwood, in denen die beiden ihre Differenzen ausräumten und einen neuen Vertrag aushandelten.
Die von Moore angeführte Mannschaft absolvierte ihre gesamten Spiele während der Weltmeisterschaft im Wembley-Stadion und überstand die Gruppenphase relativ problemlos, schlug anschließend erst im Viertelfinale die äußerst aggressiv spielende argentinische Mannschaft und schließlich im Halbfinale die zum Geheimfavoriten avancierten Portugiesen, bis dann im Endspiel Deutschland als Gegner wartete.
Nach Angaben von Geoff Hurst in seiner Autobiografie soll der englische Außenverteidiger George Cohen eine Besprechung von Ramsey mit seinem Trainerstab mitgehört haben, in der überlegt wurde, auf Moore im Endspiel zugunsten des körperlich stärkeren Norman Hunter zu verzichten. Diese überraschende Überlegung – vor allem vor dem Hintergrund, dass er in den Spielen zuvor nicht enttäuscht und sich durch die Vertragsverhandlungen nicht abgelenkt gezeigt hatte – besaß ihren möglichen Ursprung darin, dass der deutsche Gegner über äußerst schnelle Stürmer verfügte. Dadurch befürchtete man, dass sich Moores Mangel an Schnelligkeit negativ auswirken könnte. Zudem bildete Hunter, der zu diesem Zeitpunkt – obwohl in etwa gleich alt wie Moore – nur vier Länderspiele absolviert hatte, mit Moores Defensivpartner Jack Charlton im Verein ein eingespieltes Duo. Insgesamt wurde dieses Planspiel jedoch wieder verworfen und so verblieb der Kapitän in seiner Mannschaft.
Im Endspiel selbst geriet England zunächst nach einem Treffer von Helmut Haller mit 0:1 in Rückstand, bevor dann Moore maßgeblich am Ausgleich beteiligt war. Er wurde in der Mitte der deutschen Spielhälfte von Wolfgang Overath gefoult, nahm den Ball schnell auf und flankte auf Geoff Hurst, der per Kopf den 1:1-Ausgleich erzielte – eine Variante, die zuvor bei West Ham United einstudiert worden war. Mit dem 2:1-Führungstreffer von Martin Peters war erneut ein Spieler von Moores Verein beteiligt. Dies reichte jedoch noch nicht für den Sieg nach 90 Minuten, da kurz vor Ende der regulären Spielzeit Wolfgang Weber das 2:2 erzielen konnte – Moore reklamierte bei dieser Aktion erfolglos auf Handspiel – und somit die Verlängerung erzwang.
Dort gelang England zunächst das 3:2, das in die Fußballgeschichte als Wembley-Tor eingehen sollte. Als Moore nur wenige Sekunden vor Spielende den Ball an der eigenen Strafraumecke eroberte, schoss er ihn nicht mittels Befreiungsschlags heraus, sondern schlug einen 35-Meter-Pass auf Hurst, der durch seinen dritten Treffer die Entscheidung zum 4:2 markierte (das Spiel endete im direkten Anschluss).
Die Bilder der Siegerehrung, bei der Moore auf dem Weg zum Podest seine schmutzigen Hände abwischte, der Königin Elisabeth II. die Hand schüttelte und von ihr schließlich den Jules-Rimet-Pokal entgegennahm, gingen schließlich um die Welt.

### Moore als Star und Vorbild
Moore wurde nach dem großen Erfolg zu einem landesweiten Vorbild. Er präsentierte in der folgenden Saison mit zwei seiner Mannschaftskameraden den gewonnenen Weltmeisterschaftspokal in all den Stadien, in denen West Ham United zu Gast war. Am Ende des Jahres 1966 wurde er als erster – und für die nächsten 24 Jahre auch einziger – Fußballspieler mit dem Titel als Sportler des Jahres in Großbritannien ausgezeichnet. Am Neujahrstag erhielt er zudem die Ehrung des Order of the British Empire als „OBE“.
Die äußerst positive Wahrnehmung von Moore und seine Popularität in der Öffentlichkeit vermarktete Moore nun zunehmend in mehreren geschäftlichen Tätigkeitsfeldern. Dabei eröffnete er ein Sportgeschäft in Upton Park, Newham – in der Nähe der Heimspielstätte von West Ham United – und war mit seiner Frau Tina, gemeinsam mit Martin Peters und seiner Frau, in einer bekannten Fernsehwerbung für den Gastronomiebereich („Look in at the local“) zu sehen.
Moore spielte weiterhin für West Ham und die englische Nationalmannschaft. Zum Ende des Jahres 1966 absolvierte er beim 5:1-Sieg in der British Home Championship gegen Wales sein 50. Länderspiel, das gleichzeitig Qualifikationsspiel für die Europameisterschaftsrunde 1968 in Italien war. England erreichte schließlich das EM-Halbfinale (an dem Turnier selbst nahmen nach dem damaligen Regelwerk nur vier Mannschaften teil), stand dort Jugoslawien gegenüber und verlor in Florenz mit 0:1. Als amtierender Weltmeister musste sich England nicht für die nächste Weltmeisterschaft qualifizieren, und Moore blieb während dieser Zeit Stammspieler in Ramsey erster Elf. Vor dem Abflug nach Südamerika, wo sich das englische Team an die Höhenlage vor der Endrunde in Mexiko gewöhnen wollte, hatte Moore bereits zum 78. Mal in der Nationalmannschaft gestanden.

### Das Weltmeisterschaftsjahr 1970
Auch für die nun folgende WM 1970 sollte Moore das Amt des englischen Mannschaftsführers ausüben. Im Vorfeld der Weltmeisterschaft wurde Moore in eine Diebstahlaffäre verwickelt, in der er beschuldigt wurde, bei einem Juwelier im kolumbianischen Bogotá – wo sich die englische Mannschaft zu einem Vorbereitungsspiel zu diesem Zeitpunkt aufhielt – ein Armband entwendet zu haben. Ein junger Mitarbeiter des Geschäftsmannes behauptete, dass Moore das Armband in einem Hotelgeschäft mitgenommen hatte, ohne es schließlich zu bezahlen. Im Nachhinein konnte bestätigt werden, dass Moore mit Bobby Charlton tatsächlich den Laden aufgesucht hatte, um ein Geschenk für Charltons Frau auszusuchen. Die weiteren Vorwürfe stellten sich aber als vollständig erfunden heraus. Moore wurde verhaftet, kurze Zeit später aber wieder freigelassen und reiste gemeinsam mit der Mannschaft zur nächsten Freundschaftspartie gegen Ecuador nach Quito, wo er beim 2:0-Sieg zu seinem 80. Länderspiel kam. Als der gesamte Stab zurück nach Mexiko flog, musste ein Zwischenstopp in Kolumbien eingelegt werden, bei dem Moore erneut verhaftet und schließlich vier Tage unter Hausarrest gestellt wurde. Erst der zunehmende diplomatische Druck und die schwache Beweislage sorgten dafür, dass Moore vollständig entlastet wurde und seiner Mannschaft zur Weltmeisterschaftsvorbereitung nach Mexiko folgen konnte.

Eine endgültige Rehabilitierung erfolgte erst am 7. November 1972, als ein Richter in Bogotà zur Ansicht kam, Moore sei Opfer eines Erpressungsversuchs geworden.
Trotz dieser großen Unruhe konnte Moore seine Mannschaft durch die Vorrunde des Turniers führen. Im zweiten Spiel gegen den Favoriten aus Brasilien ereignete sich dabei eine sehr denkwürdige Szene mit Moore, als diesem ein sehr präzises – und doch faires – Tackling gegen Jairzinho gelang, was noch viele Jahre später im britischen Sportfernsehen gezeigt wird. Obwohl Brasilien die Partie gewinnen konnte, zog auch England als Gruppenzweiter ins Viertelfinale ein, in dem man jedoch Deutschland mit 2:3 nach Verlängerung unterlag.

### Die letzten Jahre im Spitzensport
Am Ende des Jahres 1970 wurde Moore aufgrund seiner Verdienste für West Ham United mit einem Freundschaftsspiel gegen Celtic Glasgow geehrt (um in den Genuss eines – in der Regel steuerfreien – „testimonial matches“ zu kommen, werden im britischen Fußball grob mindestens zehn Jahre beim gleichen Verein – nebst anderen ehrungswürdigen Errungenschaften – zum Maßstab genommen). Aber trotz seines Stellenwerts als englisches Fußballidol sorgte Moore in dieser Zeit durch eigenes Fehlverhalten und Undiszipliniertheiten für einige Kontroversen. Unmittelbar vor der Drittrundenpartie im FA Cup gegen den FC Blackpool durchzechte er die Nacht mit seinen Mannschaftskameraden Jimmy Greaves, Brian Dear und Clyde Best in einem Klub, der seinem Freund und ehemaligem Boxer Brian London gehörte. Seine Mannschaft verlor die Begegnung schließlich mit 0:4 und Moore wurde mit einer Geldstrafe belegt, die in Höhe eines Wochengehalts für ihn lag. Nicht selten wurde Moore an einem Sonntagmorgen, der häufig zur vollständigen Regeneration mit einem freien Tag genutzt wird, auf einem Trainingsplatz oder in einer Turnhalle gesehen, um so den konsumierten Alkohol aus der vorangegangenen Nacht abzubauen.
Mit seinem 509. Einsatz stellte Moore 1973 einen neuen vereinseigenen Rekord für die meisten Spiele bei West Ham United auf. Dabei hatte er bereits am Valentinstag – drei Tage zuvor – sein 100. Länderspiel absolviert und dort spektakulär mit 5:0 im Hampden Park den Erzrivalen aus Schottland besiegt. Aus der ehemaligen Weltmeistermannschaft waren nur noch Alan Ball und Martin Peters in der englischen Elf verblieben. Alle anderen waren zwischenzeitlich entweder von Ramsey – obwohl teilweise noch deutlich jünger als Moore – aussortiert worden oder hatten ihren Rücktritt verkündet.
Ein sportlicher Tiefpunkt wurde für ihn das Qualifikationsspiel gegen Polen in Chorzów für die bevorstehende Fußball-WM 1974 in Deutschland. Vor dem Spiel erklärte er der polnischen Presse, warum die englische Mannschaft erstmals in gelben Trikots spiele: „Wir wollen zeigen, dass wir die englische Fußballschule mit der virtuosen Ballkunst der Brasilianer verbunden haben.“ Beim Führungstreffer der Gastgeber fälschte er einen Freistoß unhaltbar für den eigenen Torhüter Peter Shilton ab, später ließ er sich von Włodzimierz Lubański den Ball abnehmen, der dadurch das zweite Tor nachlegen konnte. Da Moores Form insgesamt nachgelassen hatte, verzichtete Ramsey auf ihn beim Rückspiel im Wembley-Stadion, das England gewinnen musste, um noch am Endrundenturnier – anstelle von Polen – teilnehmen zu können. Die Partie endete schließlich mit einem 1:1. Moore beendete bei der anschließenden 0:1-Niederlage im Freundschaftsspiel gegen Italien mit dem 108. Länderspiel seine Laufbahn für England. Damit wurde er – bis ihn später Peter Shilton übertraf – zum Rekordnationalspieler für sein Land und hatte dabei zwei Einsätze mehr als Bobby Charlton aufzuweisen. Mit 90 Länderspielen in der Rolle als englischer Nationalmannschaftskapitän teilt er sich bis heute die diesbezügliche Rekordmarke mit Billy Wright. Vom 4. Juni 1973 bis 3. Juni 1978 war er zudem Weltrekordhalter und wurde dann von Björn Nordqvist (Schweden) abgelöst.

### Die Zeit nach West Ham
Zu Beginn des Jahres 1974 spielte Moore in einer FA-Cup-Partie gegen Hereford United letztmals für West Ham United. Nachdem er von dieser Begegnung eine Verletzung davongetragen hatte, verließ er am 14. März nach 15 Jahren seinen langjährigen Klub. Er wurde damit zum vereinseigenen Rekordhalter bezogen auf die Anzahl der Pflichtspiele für West Ham United (Billy Bonds sollte ihn später überholen) und auf die Länderspiele für die englische Nationalmannschaft.
Für 25.000 britische Pfund wechselte er zum Londoner Lokalrivalen und Zweitligisten FC Fulham und schlug dort bereits in seiner ersten Saison im Ligapokal ausgerechnet West Ham United. Im FA Cup zog er mit seiner neuen Mannschaft bis ins Finale ein und stand dort erneut West Ham gegenüber. In Moores letztem Spiel im Wembley-Stadion als Profifußballer verlor er jedoch mit 0:2.
Am 14. Mai 1977 agierte Moore für Fulham gegen die Blackburn Rovers in seinem letzten Pflichtspiel auf englischem Boden. Anschließend zog es ihn in die Vereinigten Staaten, wo er bereits 1976 für San Antonio Thunder (24 Spiele, ein Tor) und 1978 noch für die Seattle Sounders (sieben Spiele) in der NASL zum Einsatz kam. Im Jahre 1976 absolvierte er zudem seine letzten internationalen Spiele. In einer Auswahl der USA stand er in einem Turnier zur 200-Jahr-Feier des amerikanischen Unabhängigkeitstages dem damals dreimaligen Weltmeister aus Brasilien sowie Italien und England – letztgenannte Mannschaft nun von Gerry Francis angeführt – gegenüber, die sich beide nicht für die Fußball-EM 1976 hatten qualifizieren können. Die Seattle Sounders waren schließlich der letzte Klub, für den Moore als Profifußballer spielte. Danach spielte er 1978 noch kurzzeitig beim traditionsreichen dänischen Klub Herning Fremad und konzentrierte sich danach vorwiegend auf seine Trainertätigkeit. 1983 kam es noch einmal zu einer Stippvisite von Moore im Profifußball, als er zwischen seiner Zeit bei Eastern AA und Southend United vereinslos war und in dieser Zeit bei Carolina Lightnin’ in der American Soccer League in Erscheinung trat.

## Spielweise
Moore war ein antizipierender Innenverteidiger, dessen große Stärke im Vorausahnen und Abfangen von gegnerischen Pässen und Flanken lag. Im Zweikampfverhalten verhielt er sich in erster Linie ruhig und abwartend, ehe er sich im richtigen Augenblick für ein Tackling oder Block entschied. Gleichzeitig war Moore ein „spielmachender“ Innenverteidiger, der das Spiel aus der eigenen Abwehr heraus eröffnete. Ein auffallendes Merkmal dabei waren seine hohen langen Bälle, die er meist vertikal auf seine Mannschaftskollegen im Sturm spielte.
Eine weitere Besonderheit war, dass er auch bei Ballbesitz tief in der eigenen Hälfte (sogar im Strafraum) und unter Druck vom Gegner versuchte, den Ball mit einem überlegten Pass aus der Abwehr herauszuspielen. Er klärte den Ball nur selten blind nach vorne und überlegte schon vor dem Ballgewinn, wo er ihn hinspielen wollte.

## Nach dem Fußball
Im Jahre 1978 trat Moore als Profifußballer zurück und hatte anschließend zwei nur mäßig erfolgreiche Trainerengagements bei Oxford City und Southend United.
Seine Zeit nach dem aktiven Sport gestaltete sich ebenso ereignisreich wie schwierig. Er scheiterte mit seinen geschäftlichen Aktivitäten und ließ sich von seiner Frau scheiden. Sein Engagement als Kolumnist für die wenig renommierte Boulevardzeitung Sunday Sport wurde in diesem Zusammenhang als Indiz für seinen langsamen Abstieg gesehen und nicht wenige englische Fußballanhänger bedauerten es sehr, dass der Fußballverband FA dem einzigen englischen Fußballweltmeisterkapitän keine angemessene Position verschaffte.
1981 spielte Moore in John Hustons Kriegsfilm Flucht oder Sieg (Escape to Victory) in einer Nebenrolle einen Fußballspieler.
1990 schloss sich Moore in London dem Rundfunksender Capital Gold als Fußballexperte und -kommentator an. Im April 1991 unterzog er sich aufgrund des akuten Verdachts auf Darmkrebs einer Notoperation. Im Dezember des gleichen Jahres heiratete er ein zweites Mal. Am 14. Februar 1993 gab er bekannt, dass er an Krebs erkrankt war, und kommentierte nur drei Tage später ein Spiel der englischen Nationalmannschaft gegen San Marino. Sieben Tage nach diesem letzten öffentlichen Auftritt starb er. Bobby Moore wurde im Putney Vale Crematorium eingeäschert und auf dem City of London Cemetery and Crematorium im Garden of Remembrance beigesetzt. Er hinterließ einen Sohn und eine Tochter aus erster Ehe.

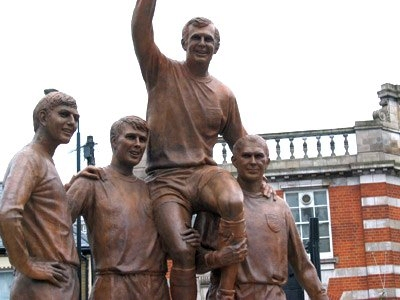
Champions Statue

Seine Popularität hielt jedoch auch nach seinem Tod noch weiter an. Im Jahre 1996 texteten die beiden englischen Komiker Frank Skinner und David Baddiel in dem Lied zur Fußball-EM 1996 „Three Lions“ in Bezug auf Moores berühmte Abwehraktion gegen Jairzinho „But I still see that tackle by Moore“ und stellten die Szene mit dem damaligen englischen Linksverteidiger Stuart Pearce für das dazugehörige Musikvideo nach. Im selben Jahr wurde er posthum mit dem FIFA-Verdienstorden ausgezeichnet.
1998 wählten ihn 250 Sportjournalisten in die FIFA-Weltauswahl des 20. Jahrhunderts.
Moore wurde im Jahre 2002 in Anerkennung seiner Leistungen für den englischen Fußball in die neu errichtete englische „Hall of Fame“ aufgenommen. Kurz nach seinem Tod wurde die neue Südtribüne im Upton Park – dem Heimstadion von West Ham United in Upton Park – mit der Bezeichnung „Bobby Moore Stand“ versehen. Ebenso befindet sich dort eine Statue, die das berühmte Foto der Feier nach der gewonnenen Weltmeisterschaft nachstellt, auf dem Moore mit dem Pokal – gemeinsam mit seinen Mannschaftskameraden Hurst, Peters und dem Linksverteidiger des FC Everton Ray Wilson – zu sehen ist und auf den Schultern getragen wird. Zudem wurde vor dem Haupteingang des neuen Wembley-Stadions eine Bronzestatue von Moore errichtet.
Im November 2003 wurde Moore anlässlich des 50-jährigen Bestehens des europäischen Fußballverbands UEFA von der Football Association für England als bester Spieler der vergangenen 50 Jahre in die Liste der UEFA Jubilee 52 Golden Players ausgewählt.

## Erfolge
- Weltmeister: 1966
- Europapokalsieger der Pokalsieger: 1964/65
- FA-Cup-Sieger: 1963/64
- Charity-Shield-Sieger: 1964 (geteilter Titel)
- Britischer Sportler des Jahres: 1966
- Englands Fußballer des Jahres: 1964
- Dwight D. Eisenhower Trophy: 1963